# Claude Delarue
Pour les articles homonymes, voir Delarue.
Claude Delarue, né à Genève le 10 août 1944 et mort à Créteil le 20 octobre 2011, est un romancier, dramaturge et essayiste suisse et français,.
Il est l'auteur d'une trentaine de romans, d'essais et de pièces de théâtre. Il est mort des suites d'une opération de greffe cardiaque.
Après une formation de musicologue à l'Académie de Vienne, il a vécu à Hambourg, Berlin et Londres. Il a été conseiller, illustrateur musical et journaliste culturel à la Télévision suisse romande à Genève, puis a travaillé un an au Proche-Orient pour le CICR dans la bande de Gaza.
Installé à Paris, il est critique littéraire pour La Nouvelle Revue française, La Quinzaine littéraire et L'Express. En 1986, il devient directeur littéraire des Éditions Flammarion, puis devient successivement conseiller éditorial et membre du comité de lecture des éditions Denoël, Flammarion, Julliard et Albin Michel.
En 2003, il est récompensé pour l’ensemble de son oeuvre par un Prix Schiller.

## Œuvres

### Théâtre
- Le Silence des neiges : drame en sept jours, éditions Théâtrales, Collection Edilig, 1989
- Les Troyennes, une adaptation libre d'Euripide, 1989
- Les Silences du quatuor Conrad, 1989

### Romans et essais
- Les Collines d'argile, Éditions Denoël, 1972
- Le Rempart, N.R.F., 1973
- La Lagune, Éditions Denoël, 1974
- L'Opéra de brousse, Éditions Denoël, 1976
- Vivre la musique, Tchou, 1978
- Le Fils éternel, Balland, 1978
- Le Grand Homme, Balland, 1979 - Prix de la nouvelle de l'Académie Française; rééd. Seuil, 1989
- La Chute de l'ange, Balland, 1981
- L'Herméneute ou le Livre de cristal, Éditions de l'Aire, 1982 ; rééd. L'Âge d'Homme, 1993. (Prix Bibliomedia Suisse 1983). Adapté au cinéma sous le titre Le Livre de cristal, film de Patricia Plattner sorti en 1996
- Le Dragon dans la glace, Balland, 1983
- Grande Peur dans la montagne, Revères, 1984
- Edgar Allan Poe, scènes de la vie d'un écrivain, Balland, 1984 rééd. Seuil, 1985.
- La Mosaïque, Éditions du Seuil, 1986 - Éditions Zoé, 2010
- Cela n'a pas de fin, M.D., 1986
- Das Sonnenmosaik, traduit en allemand par Irma Wehrli-Rudin, Benziger/Ex Libris, 1989
- En attendant la guerre, Éditions du Seuil, 1989 ; rééd. Seuil, 1995
- Warten auf den Krieg, traduit en allemand par Thomas Dobberkau, Beck & Glückler, 1992
- Waiting for war, traduit en anglais par Vivienne Menkes-Ivry, Minvera, 1992
- Le Triomphe des éléphants, Éditions du Seuil, 1992
- Bienvenue à Tahiti, Éditions Julliard, 1995
- La Faiblesse de Dieu, Seuil, 1995 ; rééd. Club France Loisirs Suisse, 1996
- Les Cinq Musiciennes, Zoé, 1996
- L'Enfant idiot : honte et révolte chez Charles Baudelaire, Belfond, 1997
- La Chute de l'ange, postface de Pascale Roze, Zoé, 1998
- Maurice Frey : mémoire effacée, Vie art cité, 1998
- Nâga, Éditions du Seuil, 2000
- Les Chambres du désert, Éditions Fayard, 2002
- La Comtesse dalmate et le principe de déplaisir, Éditions Fayard, 2005
- Le Bel Obèse, Éditions Fayard, 2008

## Prix littéraires
- Prix Schiller pour L'Opéra de brousse, 1977
- Prix de l'Académie française pour Le Grand Homme, 1979
- Prix Bibliothèque Pour Tous pour L'Herméneute, 1983
- Prix Rambert pour L'Herméneute et La Chute de l'ange, 1983
- Prix Michel Dentan pour La Mosaïque, 1987
- European Novel of the Year Award pour Waiting for war (En attendant la guerre), 1990
- Prix Lipp Suisse, pour Le Triomphe des éléphants, 1992
- Grand Prix SGDL de la nouvelle pour Bienvenue à Tahiti, 1995
- Prix des auditeurs de la RTS pour La Faiblesse de Dieu, 1996[6]
- Prix Schiller pour l'ensemble de son œuvre et pour Les Chambres du désert, 2003[5]